# Тахита карликовая
Тахита карликовая (лат. Tachyta nana) — вид жужелиц из подсемейства Harpalinae.

## Распространение
Встречаются, в том числе, в Швеции, где находятся под угрозой и внесены в Красный список (2010) и в России.

## Описание
Жук длиной от 2,7 до 3 мм, имеет смоляно-чёрную окраску, слабо блестящий.

## Экология
Встречается под корой, в ходах короедов.